# Piptocephalis benjaminii
Piptocephalis benjaminii är en svampart som först beskrevs av Embree, och fick sitt nu gällande namn av R.K. Benj. 1963. Piptocephalis benjaminii ingår i släktet Piptocephalis och familjen Piptocephalidaceae.   Inga underarter finns listade i Catalogue of Life.